# KTV Aarau
Der Kantonsschülerturnverein Aarau (KTV Aarau) ist die älteste Schweizer Mittelschulverbindung. Sie besteht seit 1830 an der Alten Kantonsschule Aarau.

## Geschichte
Sport als Hobby zu betreiben, war seit je ein der Oberschicht vorbehaltenes Privileg. Nach dem Sturz Napoleons fiel dieses Privileg in Deutschland den liberalen Kräften zu, die die Turnerei als politisches Propagandamittel einsetzten. Diese Bewegung schwappte auf die Schweiz über, wo der Studentenverein Zofingia gegründet wurde.
Doch auch an den Mittelschulen entwickelten sich Turnerschaften, so auch in Aarau, wo die Idee der Turnerei auf besonders fruchtbaren Boden fiel. So fanden sich schon 1824 eine Gruppe Turnbegeisterter, die der Schule ein Turnbuch schenkten. Doch in den folgenden Jahren gewannen konservative Kräfte an Einfluss, die der Turnerei kritisch gegenüberstanden. Der KTV Aarau war jedoch genügend gefestigt, so dass er im Jahr 1832 sogar das erste Eidgenössische Turnfest organisieren konnte. Der KTV wirkte zunächst als reiner Turnverein. In den Jahren zwischen 1840 und 1860 entwickelte er sich langsam zum couleursstudentischen Turnverein mit Sitten und Gebräuchen des Biercomments, die man an Turnfesten von Hochschulstudenten lernte.
1896 erfolgte die Gründung des Altherrenverbands des KTV Aarau. Der Verein bezweckt die Pflege der Freundschaft und Geselligkeit unter seinen Mitgliedern sowie zwischen diesen und den Mitgliedern der Aktivitas des KTV. Er fördert und unterstützt die Interessen der Aktivitas des KTV und hält einen guten Kontakt zur Alten Kantonsschule Aarau. Lange Jahre bildete der Feldhandball eine wichtige und bindende Aktivität unter den «Alten Herren». Die Handballmannschaft des KTV stellte in ihrer Blütezeit Mitte des letzten Jahrhunderts eine im schweizerischen Spitzensport ernstzunehmende Grösse dar.
In den folgenden wechselhaften Jahren wuchs der KTV stetig und erlebte, nach einer Zwangsauflösung durch das Lehrerkollegium und der anschliessenden Neugründung, um die Jahrhundertwende seinen Höhepunkt. Während des Ersten und Zweiten Weltkrieges intensivierte man seine Tätigkeiten und die zahlreichen sozialen Engagements. Nach dem Zweiten Weltkrieg erlebte man lange, wechselvolle Jahre mit einem stetigen Auf und Ab.
Aktuell erlebt der KTV Aarau wieder ein Hoch, das nicht nur äusserst engagierten Ehemaligen, sondern auch einer wieder grossen und lebendigen Aktivitas zu verdanken ist.

## Organisation
Der KTV Aarau ist eine von fünf Mittelschulverbindungen an der Alten Kantonsschule Aarau, ebenfalls ist er Mitglied im KTV-Kartell, welches aus dem KTV Aarau und zwei weiteren Mittelschulverbindungen aus der Ostschweiz besteht.

## Bekannte Mitglieder
- Ferdinand Karl Rothpletz (1814–1885), Architekt
- Emil Welti (1825–1899), Schweizer Bundesrat
- Hans Studer (1875–1957), Ingenieur
- Hansrudolf Hoffmann (Schweizer Diplomat)
- Walter Steinmann (ehemaliger Direktor des Bundesamtes für Energie)
- Hans Fahrländer (ehemaliger Chefredaktor Aargauer Zeitung)